# Van Dyck-brunt

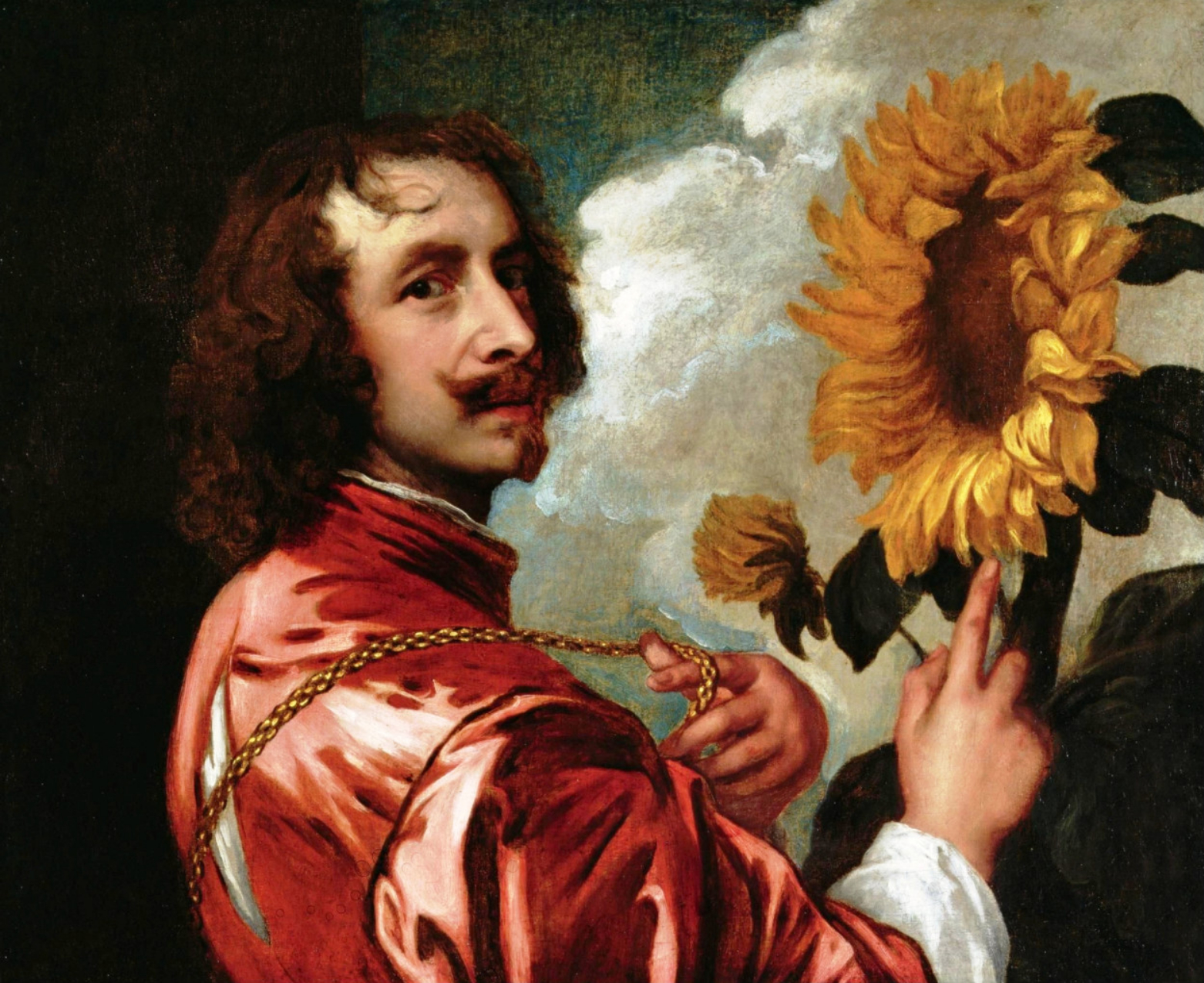
Anthonis van Dyck självporträtt

Van Dyck-brunt, eller Kasselbrunt, är ett mörkbrunt jordpigment som främst består av brunkol. Färgen fick sitt namn av Anthonis van Dyck som använde färgen i stora mängder på sina tavlor.
I Colour Index har det naturliga Van Dyck-brunt beteckningen Natural Brown 8  (C.I. 77727). Det är bara måttligt ljusäkta och undviks därför i kvalitetskonstnärsfärger, eftersom det idag finns flera betydligt bättre allternativ.
Ett syntetiskt organiskt pigment bestående av natriumsalter av humussyror marknadsförs under samma namn och har beteckningen Pigment Brown 12.
Flera producenter har färger med pigmentblandningar i liknande stil, vilka marknadsförs som Van Dyck-brunt ("Van Dyke brown", "Vandyke brown" eller liknande) och Kasselbrunt ("Cassel brown").